# Elly Is So Hot
Albums de Seo In-young
Elly Is Cinderella
(2008)
Elly Is So Hot est le premier album studio de Seo In-young, paru en 2007. Il est sorti le 27 février 2007  en Corée du Sud.

## Liste des chansons
| No  | Titre                                        | Durée |
| --- | -------------------------------------------- | ----- |
| 1.  | Intro                                        | 01:18 |
| 2.  | Hit                                          | 03:41 |
| 3.  | I Want You (너를 원해)                       | 04:09 |
| 4.  | Teach Me (가르쳐 줘요)                       | 04:25 |
| 5.  | Blue Song                                    | 03:28 |
| 6.  | 6th Sense                                    | 03:35 |
| 7.  | Something                                    | 03:32 |
| 8.  | UR My Style                                  | 03:30 |
| 9.  | Seaes Hotel                                  | 07:48 |
| 10. | Just Tonight ((너를 원해 Lo-fi House Remix)) | 04:10 |
| 11. | Hit ((Hi-Voltage Remix))                     |       |